# 護国三部経
護国三部経（ごこくさんぶきょう）とは『法華経』『仁王経』『金光明経』の三つの仏典である。「鎮護国家三部経」「鎮護国家の三部」とも。その呼び名の通り、国家の安泰を願って用いられた。この三部経の括りを定めたのは最澄だという。
『溪嵐拾葉集』では真言密教における三つの「経王」（『大日経』『金剛頂経』『蘇悉地経』）と護国三部経（こちらは「鎮護国家経王」と呼ばれる）を対応させる説が引用されている。それによると『大日経』には『法華経』、『金剛頂経』には『仁王経』、『蘇悉地経』には『最勝王経』（義浄訳の『金光明経』）が対応する。顕教のものである『法華経』、『仁王経』、『最勝王経』はそれぞれが対応する密教経典の「浅略」であるという。
円仁は大日経、金剛頂経、蘇悉地経を「鎮護国家の三部」と位置づけた。日蓮は『曽谷入道殿御書』において、この説を最澄以来の鎮護国家を破壊するものとして否定し、これによって比叡山に邪義が生まれ、その邪義が鎌倉に侵入し、やがては日本を滅ぼすとした。